# Bojong Kulur
Bojong Kulur is een bestuurslaag in het regentschap Bogor van de provincie West-Java, Indonesië. Bojong Kulur telt 53.401 inwoners (volkstelling 2010).